# Niko Nikolla
Niko Nikolla (ur. 20 maja 1931 w Pogradcu, zm. 4 stycznia 2005) – albański felietonista i satyryk.

## Życiorys
Pracował jako dziennikarz dla Zëri i Popullit, następnie do 1991 roku pełnił funkcję redaktora naczelnego czasopisma Hosteni.

## Wybrane prozy
- 100 Novela e tregime nga Ballkani[1]
- 1000 orë në Spanjë[2]
- Dallëndyshet e dimrit[1]
- Furtuna e janarit[1]
- Koloneli me një sy[1]
- Kronika nga Fronti i Dytë[1]
- Lamtumirë Vlorë[1]
- Mjaltë dhe Gjak[1]
- Një angleze në rrugën e Dibrës[1]
- Një lumë midis dy shenjtorëve[1]
- Njeriu pa emër[1]
- Pushtimi i Amerikës[1]
- Shënime të një gazetari[1]
- Vdekja e varrmihësit[1]
- Zhyl Verni në katror[1]

## Wyróżnienia
Niko Nikolla był kilkukrotnie nagradzany w konkursach literackich, uzyskał również pięć głównych nagród w zakresie dziennikarstwa literatury, m.in. otrzymał nagrodę Çajupi w 1989 roku.
W 1978 roku został uhonorowany Orderem Naima Frashëriego I klasy. W 2003 roku otrzymał tytuł honorowego obywatela Pogradca.